# Бриар (порода собак)
Бриа́р, французская овчарка (фр. Berger de Brie, Briard) — порода пастушьих собак.

## О породе
Входит в первую группу по классификации МКФ, имеет рабочий класс на всех выставках. Использование — пастушья овчарка. Рост у кобелей 62—68 см, у сук 56—64 см. Очень длинная шерсть, по структуре напоминающая козью. Допускаются все сплошные окрасы, за исключением белого, шоколадного, цвета красного дерева. Шерсть палевого окраса с черным рисунком, образующим «плащ». Слишком светлый окрас.. Ранее было принято купировать уши для придания им стоячей формы, но в результате принятия в последние годы зоозащитных законов, купирования ушей в большинстве стран Евросоюза запрещено. Отличительная особенность всех разновидностей французских овчарок — двойные прибылые пальцы на задних лапах.

### Происхождение породы
Порода упоминается в письменных источниках с XII века, современный вид оформился в конце XIX столетия, первый официальный стандарт породы принят в 1897 году. Современный стандарт действует с января 2009 года. Основное поголовье находится в Западной Европе; на главную французскую выставку бриаров (National d’Elevage), проходящую один раз в год, выставляется 150—200 особей. Современное состояние породы контролируется бриарклубами, существующими во многих странах. Европейские требования для племенных собак — дисплазийный индекс не ниже В или С (зависит от страны). Собаки, рекомендованные к разведению, имеют приставку к кличке «Sel» («селекционирован»). Порода названа в честь небольшого французского региона Бри (Brie), но не происходит из него.

### Бриары в России
В Россию впервые завезены в конце 1980-х годов. Бриарклуб России создан в 1992 году. Ежегодно проводится национальная монопородная выставка с приглашением эксперта-породника из Европы. Обычно выставляется 30—60 бриаров. Бриары — редкая порода в стране, в год рождается несколько пометов. Купирование ушей разрешено.

### Характер
Отличаются весёлым и игривым нравом. Легко обучаются, но могут быть упрямы.
Бриары успешно используются в следующих видах спорта:
- пастушья служба — овцы и крупный рогатый скот
- IPO (Internationale Prüfungsordnung) (след, послушание, защита)
- FH (Fährtenhundprüfung), Pistage (след)
- IRO (спасательная служба)
- Мондьоринг (защита и послушание)
- Французский ринг, Бельгийский ринг, Большой Русский ринг (защита и послушание)
- аджилити
- обидиенс (послушание)
- вейтпуллинг (перевозка тяжестей)
- скиджоринг (буксировка лыжника)
- фристайл (танцы с собакой под музыку)

Также используются как собаки сопровождения (service dog, chien d’assistance) для помощи людям с ограниченными возможностями.